# Геренній Модестін
Елій Флоріан Геренній Модестін, або просто Модестін (III ст.) — видатний давньоримський правник та державний діяч часів солдатських імператорів.

## Життєпис
Модестін народився напевне у Далмації, був романізованим греком. Вчився у відомого правника Ульпіана. Після цього займав державні посади при солдатських імператорах. З 226 до 244 року був префектом вігіліс Риму. У 227–228 роках був наставником та вчителем майбутнього імператора Максиміна Молодшого. У 240 році від імператора Гордіана III Геренній Модестін отримав привілей надавати свої рішення з цивільних справ від імені імператора.

## Творчість
Давав загальні огляди з права, займався окремими питання цивільного права. Зробив значний внесок у формулювання правницької доктрини та практики. У 426 році імператор Валентиніан III надав працям Модестіна обов'язковий характер при розгляді судових справ. Значна частина з доробку Модестіна увійшла до Дігестів Юстиніана.

## Твори
- Відповіді. 19 книг.
- Pandectarum. 12 книг
- Правила. 10 книг
- Відмінності. 9 книги
- Виправдання. 6 книг
- Приписи. 4 книги
- Ad Quintum Mucium
- Про обряд шлюбу.
- Manumissionibus
- Heurematicis
- Недіючі заповіти
- Пакти